# Apatetor simplex
Apatetor simplex là một loài tò vò trong họ Ichneumonidae.